# Herrup Sogn
Herrup Sogn er et sogn i Holstebro Provsti (Viborg Stift).
Herrup Kirke blev i 1920 indviet som filialkirke til Sevel Kirke. Herrup blev så et kirkedistrikt i Sevel Sogn, som hørte til Ginding Herred i Ringkøbing Amt. Ved kommunalreformen i 1970 blev Sevel sognekommune inkl. kirkedistriktet indlemmet i Vinderup Kommune, der ved strukturreformen i 2007 indgik i Holstebro Kommune.
Da kirkedistrikterne blev afskaffet 1. oktober 2010, blev Herrup Kirkedistrikt udskilt som det selvstændige Herrup Sogn.
Stednavne, se Sevel Sogn.